# Општина Санниколау-Роман (Бихор)
Санниколау-Роман (рум. Sânnicolau-Român) општина је у Румунији у округу Бихор.
Oпштина се налази на надморској висини од 101 m.